# José Gatica
José Alexis Gatica Meriño (Santiago, Chile; 20 de febrero de 2001) es un futbolista chileno, se desempeña como delantero.

## Trayectoria
Hizo su debut profesional por Universidad de Chile el 29 de julio de 2021, en el minuto 78 del partido por la Primera División de Chile contra Ñublense. El marcador terminó 1-1.
En enero de 2022, se anuncia que Gatica es cedido a Santiago Morning, de la Primera B chilena, en búsqueda de más minutos como profesional.

## Estadísticas
| Club                         | Div.       | Temporada  | Liga  | Liga  | Copas nacionales | Copas nacionales | Torneos internacionales | Torneos internacionales | Total | Total |
| Club                         | Div.       | Temporada  | Part. | Goles | Part.            | Goles            | Part.                   | Goles                   | Part. | Goles |
| ---------------------------- | ---------- | ---------- | ----- | ----- | ---------------- | ---------------- | ----------------------- | ----------------------- | ----- | ----- |
| Universidad de Chile · Chile | 1.ª        | 2021       | 9     | 0     | 0                | 0                | —                       | —                       | 9     | 0     |
| Universidad de Chile · Chile | Total club | Total club | 9     | 0     | 0                | 0                | 0                       | 0                       | 9     | 0     |
| Santiago Morning · Chile     | 2.ª        | 2022       | 26    | 2     | 5                | 0                | —                       | —                       | 31    | 2     |
| Santiago Morning · Chile     | Total club | Total club | 26    | 2     | 5                | 0                | 0                       | 0                       | 31    | 2     |
| Total club                   | Total club | Total club | 35    | 2     | 5                | 0                | 0                       | 0                       | 40    | 2     |
| 1. 2.                        |            |            |       |       |                  |                  |                         |                         |       |       |